# 第3次安倍内閣
第3次安倍内閣（だいさんじ あべないかく）は、衆議院議員・自由民主党総裁の安倍晋三が第97代内閣総理大臣に任命され、2014年（平成26年）12月24日から2015年（平成27年）10月7日まで続いた日本の内閣。
自由民主党と公明党による自公連立政権を形成する。

## 内閣の顔ぶれ・人事
第2次安倍改造内閣の18人の閣僚のうち、江渡聡徳に代わって防衛大臣に就任した中谷元を除く17人が再任された。なお、前内閣で有村治子が所管していた消費者及び食品安全担当大臣の職は、山口俊一に移管された。
宮澤洋一、太田昭宏を除く全閣僚が神道政治連盟国会議員懇談会の会員である。また、15人が日本会議国会議員懇談会の会員である。また、岸田文雄、下村博文、塩崎恭久は世界連邦日本国会委員会（世界連邦運動）に所属している。
所属政党・出身:
  自由民主党（細田派）   自由民主党（岸田派）   自由民主党（額賀派）   自由民主党（麻生派）   自由民主党（二階派）
  自由民主党（石原派）   自由民主党（谷垣G）   自由民主党（石破派）   自由民主党（山東派）   自由民主党（無派閥）   公明党 
  中央省庁・民間

### 国務大臣
- 2014年12月24日任命[4][5]。

| 職名                                                                                         | 氏名       | 氏名 | 所属                                         | 特命事項等                                                                                                | 備考                   |
| -------------------------------------------------------------------------------------------- | ---------- | ---- | -------------------------------------------- | --- | ---------------------- |
| 内閣総理大臣                                                                                 | 安倍晋三   |      | 衆議院 自由民主党 （細田派）                 | | 自由民主党総裁 再任    |
| 副総理 財務大臣 内閣府特命担当大臣 （金融）                                                  | 麻生太郎   |      | 衆議院 自由民主党 （麻生派）                 | デフレ脱却担当 内閣総理大臣臨時代理 就任順位第1位（副総理）                                               | 再任                   |
| 総務大臣                                                                                     | 高市早苗   |      | 衆議院 自由民主党 （無派閥）                 | | 再任                   |
| 法務大臣                                                                                     | 上川陽子   |      | 衆議院 自由民主党 （岸田派）                 | | 再任                   |
| 外務大臣                                                                                     | 岸田文雄   |      | 衆議院 自由民主党 （岸田派）                 | 内閣総理大臣臨時代理 就任順位第5位                                                                        | 再任                   |
| 文部科学大臣                                                                                 | 下村博文   |      | 衆議院 自由民主党 （細田派）                 | 教育再生担当 国立国会図書館 連絡調整委員会委員 東京オリンピック・パラリンピック担当（2015年6月25日まで）  | 再任                   |
| 厚生労働大臣                                                                                 | 塩崎恭久   |      | 衆議院 自由民主党 （岸田派）                 | | 再任                   |
| 農林水産大臣                                                                                 | 西川公也   |      | 衆議院 自由民主党 （二階派）                 | | 再任 2015年2月23日免   |
| 農林水産大臣                                                                                 | 林芳正     |      | 参議院 自由民主党 （岸田派）                 | | 再入閣 2015年2月23日任 |
| 経済産業大臣 内閣府特命担当大臣 （原子力損害賠償・ 廃炉等支援機構）                          | 宮澤洋一   |      | 参議院 自由民主党 （岸田派）                 | 産業競争力担当 原子力経済被害担当                                                                         | 再任                   |
| 国土交通大臣                                                                                 | 太田昭宏   |      | 衆議院 公明党                                | 水循環政策担当                                                                                            | 再任                   |
| 環境大臣 内閣府特命担当大臣 （原子力防災）                                                   | 望月義夫   |      | 衆議院 自由民主党 （岸田派）                 | | 再任                   |
| 防衛大臣                                                                                     | 中谷元     |      | 衆議院 自由民主党 （谷垣グループ）           | 安全保障法制担当                                                                                          | 再入閣                 |
| 内閣官房長官                                                                                 | 菅義偉     |      | 衆議院 自由民主党 （（無派閥→） 菅グループ） | 沖縄基地負担軽減担当 内閣総理大臣臨時代理 就任順位第2位                                                   | 再任                   |
| 復興大臣                                                                                     | 竹下亘     |      | 衆議院 自由民主党 （額賀派）                 | 福島原発事故再生総括担当                                                                                  | 再任                   |
| 国家公安委員会委員長 内閣府特命担当大臣 （防災）                                             | 山谷えり子 |      | 参議院 自由民主党 （細田派）                 | 拉致問題担当 海洋政策・領土問題担当 国土強靱化担当                                                        | 再任                   |
| 内閣府特命担当大臣 （沖縄及び北方対策） （消費者及び食品安全） （科学技術政策） （宇宙政策） | 山口俊一   |      | 衆議院 自由民主党 （麻生派）                 | 情報通信技術（IT）政策担当 再チャレンジ担当 クールジャパン戦略担当                                        | 再任                   |
| 内閣府特命担当大臣 （経済財政政策）                                                          | 甘利明     |      | 衆議院 自由民主党 （無派閥）                 | 経済再生担当 社会保障・税一体改革担当 環太平洋経済連携協定 （TPP）担当 内閣総理大臣臨時代理 就任順位第3位 | 再任                   |
| 内閣府特命担当大臣 （少子化対策） （規制改革） （男女共同参画）                              | 有村治子   |      | 参議院 自由民主党 （山東派）                 | 女性活躍担当 行政改革担当 国家公務員制度担当                                                              | 再任                   |
| 内閣府特命担当大臣 （国家戦略特別区域）                                                      | 石破茂     |      | 衆議院 自由民主党 （石破派）                 | 地方創生担当 内閣総理大臣臨時代理 就任順位第4位                                                           | 再任                   |
| 国務大臣                                                                                     | 遠藤利明   |      | 衆議院 自由民主党 （谷垣グループ）           | 東京オリンピック・パラリンピック競技大会担当                                                              | 初入閣 2015年6月25日任 |

- 組閣時の平均年齢：62歳
  - 最年長：74歳（麻生太郎）
  - 最年少：44歳（有村治子）

### 内閣官房副長官・内閣法制局長官
| 職名           | 氏名     | 所属等                       | 備考 |
| -------------- | -------- | ---------------------------- | ---- |
| 内閣官房副長官 | 加藤勝信 | 衆議院／自由民主党（額賀派） | 再任 |
| 内閣官房副長官 | 世耕弘成 | 参議院／自由民主党（細田派） | 再任 |
| 内閣官房副長官 | 杉田和博 | 元内閣危機管理監／警察庁     | 再任 |
| 内閣法制局長官 | 横畠裕介 | 前内閣法制次長／検察庁       | 再任 |

### 副大臣
- 2014年12月25日任命[8][9]。

| 職名           | 氏名         | 所属                               | 備考                                     |
| -------------- | ------------ | ---------------------------------- | ---------------------------------------- |
| 復興副大臣     | 長島忠美     | 衆議院／自由民主党（二階派）       | 再任                                     |
| 復興副大臣     | 浜田昌良     | 参議院／公明党                     | 再任                                     |
| 復興副大臣     | 西村明宏     | 衆議院／自由民主党（細田派）       | 内閣府副大臣兼任 国土交通副大臣兼任 再任 |
| 内閣府副大臣   | 赤澤亮正     | 衆議院／自由民主党（無派閥）       | 再任                                     |
| 内閣府副大臣   | 平将明       | 衆議院／自由民主党（無派閥）       | 再任                                     |
| 内閣府副大臣   | 西村康稔     | 衆議院／自由民主党（細田派）       | 再任                                     |
| 内閣府副大臣   | 葉梨康弘     | 衆議院／自由民主党（岸田派）       | 法務副大臣兼任 再任                      |
| 内閣府副大臣   | 丹羽秀樹     | 衆議院／自由民主党（山東派）       | 文部科学副大臣兼任 2015年6月25日任命     |
| 内閣府副大臣   | 高木陽介     | 衆議院／公明党                     | 経済産業副大臣兼任 再任                  |
| 内閣府副大臣   | 西村明宏     | 西村明宏                           | 復興副大臣兼任 国土交通副大臣兼任 再任   |
| 内閣府副大臣   | 小里泰弘     | 衆議院／自由民主党（谷垣グループ） | 環境副大臣兼任 再任                      |
| 内閣府副大臣   | 左藤章       | 衆議院／自由民主党（無派閥）       | 防衛副大臣兼任 再任                      |
| 総務副大臣     | 西銘恒三郎   | 衆議院／自由民主党（額賀派）       | 再任                                     |
| 総務副大臣     | 二之湯智     | 参議院／自由民主党（谷垣グループ） | 再任                                     |
| 法務副大臣     | 葉梨康弘     | 葉梨康弘                           | 内閣府副大臣兼任 再任                    |
| 外務副大臣     | 城内実       | 衆議院／自由民主党（無派閥）       | 再任                                     |
| 外務副大臣     | 中山泰秀     | 衆議院／自由民主党（細田派）       | 再任                                     |
| 財務副大臣     | 菅原一秀     | 衆議院／自由民主党（無派閥）       | 新任                                     |
| 財務副大臣     | 宮下一郎     | 衆議院／自由民主党（細田派）       | 再任                                     |
| 文部科学副大臣 | 丹羽秀樹     | 丹羽秀樹                           | 内閣府副大臣兼任 再任                    |
| 文部科学副大臣 | 藤井基之     | 参議院／自由民主党（岸田派）       | 再任                                     |
| 厚生労働副大臣 | 永岡桂子     | 衆議院／自由民主党（麻生派）       | 再任                                     |
| 厚生労働副大臣 | 山本香苗     | 参議院／公明党                     | 再任                                     |
| 農林水産副大臣 | 阿部俊子     | 衆議院／自由民主党（谷垣グループ） | 再任                                     |
| 農林水産副大臣 | 小泉昭男     | 参議院／自由民主党（無派閥）       | 再任                                     |
| 経済産業副大臣 | 山際大志郎   | 衆議院／自由民主党（無派閥）       | 再任                                     |
| 経済産業副大臣 | 高木陽介     | 衆議院／公明党                     | 内閣府副大臣兼任 再任                    |
| 国土交通副大臣 | 北川イッセイ | 参議院／自由民主党（細田派）       | 再任                                     |
| 国土交通副大臣 | 西村明宏     | 西村明宏                           | 復興副大臣兼任 内閣府副大臣兼任 再任     |
| 環境副大臣     | 北村茂男     | 衆議院／自由民主党（細田派）       | 再任                                     |
| 環境副大臣     | 小里泰弘     | 小里泰弘                           | 内閣府副大臣兼任 再任                    |
| 防衛副大臣     | 左藤章       | 左藤章                             | 内閣府副大臣兼任 再任                    |

### 大臣政務官
- 2014年12月25日任命[8][10]。

| 職名               | 氏名       | 所属                         | 備考                                                        |
| ------------------ | ---------- | ---------------------------- | ----------------------------------------------------------- |
| 復興大臣政務官     | 小泉進次郎 | 衆議院／自由民主党（無派閥） | 内閣府大臣政務官兼任 再任                                   |
| 復興大臣政務官     | 山本朋広   | 衆議院／自由民主党（無派閥） | 内閣府大臣政務官兼任 文部科学大臣政務官兼任 再任            |
| 復興大臣政務官     | 岩井茂樹   | 参議院／自由民主党（額賀派） | 内閣府大臣政務官兼任 経済産業大臣政務官兼任 再任            |
| 内閣府大臣政務官   | 越智隆雄   | 衆議院／自由民主党（細田派） | 再任                                                        |
| 内閣府大臣政務官   | 松本洋平   | 衆議院／自由民主党（二階派） | 再任                                                        |
| 内閣府大臣政務官   | 小泉進次郎 | 小泉進次郎                   | 復興大臣政務官 再任                                         |
| 内閣府大臣政務官   | 大塚拓     | 衆議院／自由民主党（細田派） | 法務大臣政務官兼任 再任                                     |
| 内閣府大臣政務官   | 山本朋広   | 山本朋広                     | 復興大臣政務官兼任 文部科学大臣政務官兼任 2015年6月25日任命 |
| 内閣府大臣政務官   | 岩井茂樹   | 岩井茂樹                     | 復興大臣政務官兼任 経済産業大臣政務官兼任 再任              |
| 内閣府大臣政務官   | 鈴木馨祐   | 衆議院／自由民主党（麻生派） | 国土交通大臣政務官兼任 新任                                 |
| 内閣府大臣政務官   | 福山守     | 衆議院／自由民主党（無派閥） | 環境大臣政務官兼任 再任                                     |
| 内閣府大臣政務官   | 石川博崇   | 参議院／公明党               | 防衛大臣政務官兼任 再任                                     |
| 総務大臣政務官     | 赤間二郎   | 衆議院／自由民主党（麻生派） | 再任                                                        |
| 総務大臣政務官     | 武藤容治   | 衆議院／自由民主党（麻生派） | 再任                                                        |
| 総務大臣政務官     | 長谷川岳   | 参議院／自由民主党（細田派） | 再任                                                        |
| 法務大臣政務官     | 大塚拓     | 大塚拓                       | 内閣府大臣政務官兼任 再任                                   |
| 外務大臣政務官     | 薗浦健太郎 | 衆議院／自由民主党（麻生派） | 再任                                                        |
| 外務大臣政務官     | 中根一幸   | 衆議院／自由民主党（細田派） | 再任                                                        |
| 外務大臣政務官     | 宇都隆史   | 参議院／自由民主党（額賀派） | 再任                                                        |
| 財務大臣政務官     | 大家敏志   | 参議院／自由民主党（麻生派） | 再任                                                        |
| 財務大臣政務官     | 竹谷とし子 | 参議院／公明党               | 再任                                                        |
| 文部科学大臣政務官 | 赤池誠章   | 参議院／自由民主党（細田派） | 再任                                                        |
| 文部科学大臣政務官 | 山本朋広   | 山本朋広                     | 復興大臣政務官兼任 内閣府大臣政務官兼任 再任                |
| 厚生労働大臣政務官 | 橋本岳     | 衆議院／自由民主党（額賀派） | 再任                                                        |
| 厚生労働大臣政務官 | 髙階恵美子 | 参議院／自由民主党（細田派） | 再任                                                        |
| 農林水産大臣政務官 | 佐藤英道   | 衆議院／公明党               | 再任                                                        |
| 農林水産大臣政務官 | 中川郁子   | 衆議院／自由民主党（二階派） | 再任                                                        |
| 経済産業大臣政務官 | 関芳弘     | 衆議院／自由民主党（細田派） | 再任                                                        |
| 経済産業大臣政務官 | 岩井茂樹   | 岩井茂樹                     | 復興大臣政務官兼任 内閣府大臣政務官兼任 再任                |
| 国土交通大臣政務官 | 上野賢一郎 | 衆議院／自由民主党（石原派） | 再任                                                        |
| 国土交通大臣政務官 | 青木一彦   | 参議院／自由民主党（額賀派） | 再任                                                        |
| 国土交通大臣政務官 | 鈴木馨祐   | 鈴木馨祐                     | 内閣府大臣政務官兼任 新任                                   |
| 環境大臣政務官     | 高橋比奈子 | 衆議院／自由民主党（山東派） | 再任                                                        |
| 環境大臣政務官     | 福山守     | 福山守                       | 内閣府大臣政務官兼任 再任                                   |
| 防衛大臣政務官     | 原田憲治   | 衆議院／自由民主党（額賀派） | 再任                                                        |
| 防衛大臣政務官     | 石川博崇   | 石川博崇                     | 内閣府大臣政務官兼任 再任                                   |

### 内閣総理大臣補佐官
- 2014年12月26日任命[11]。

| 職名 | 氏名       | 所属                        | 備考                |
| --- | ---------- | --------------------------- | ------------------- |
| 内閣総理大臣補佐官 （ふるさとづくり推進担当）                                                            | 木村太郎   | 衆議院 自由民主党（細田派） | 再任                |
| 内閣総理大臣補佐官 （国家安全保障に関する重要政策及び選挙制度担当）                                      | 礒崎陽輔   | 参議院 自由民主党（細田派） | 再任                |
| 内閣総理大臣補佐官 （国政の重要課題担当）                                                                | 衛藤晟一   | 参議院 自由民主党（二階派） | 再任                |
| 内閣総理大臣補佐官 （政策企画担当）                                                                      | 長谷川榮一 | 民間                        | 再任 内閣広報官兼任 |
| 内閣総理大臣補佐官 （国土強靭化及び復興等の社会資本整備、 地方創生並びに健康・医療に関する成長戦略担当） | 和泉洋人   | 民間 元内閣官房参与         | 再任                |

## 内閣の動き

### 発足時

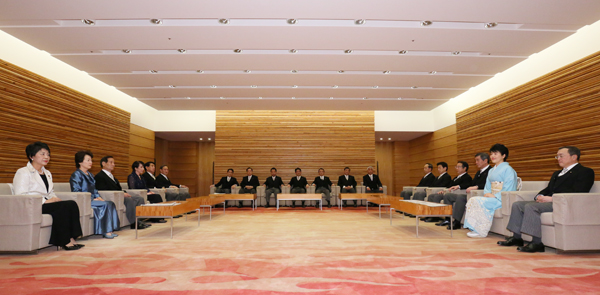
2014年（平成26年）12月24日、内閣発足後初となる閣僚懇談会にて

2014年（平成26年）12月24日、第47回衆議院議員総選挙での自公与党圧勝により第3次安倍内閣を発足した安倍首相は記者会見を開き、経済政策について「アベノミクスの成功を確かなものとしていくことが最大の課題だ。さらに進化させていきたい」と語った。憲法改正については「歴史的なチャレンジと言っていいが、そう簡単なことではない。国民投票で過半数の支持を得なければならず、国民的な理解を深める努力をしていきたい」と述べた。
唯一新任された中谷元防衛大臣（元陸上自衛官）は、「首相から、領土、国民の命、財産を守る国の安全保障をしっかりやってほしいと言われた。抱える問題を処理できるよう、全力でやらなければならない」と語った。

### 内政

#### 全国農業協同組合中央会の解体
全国農業協同組合中央会（JA全中）がもっている地域農協への指導権限・監査権限をなくし3年で解体する方針である。

#### 経済政策

##### マクロ経済政策（アベノミクス）
2013年3月20日に黒田東彦が日本銀行総裁に就任して以降、大胆な金融緩和を中心とするアベノミクスが行われている。長所としては、高校生就職内定率の上昇、長期失業者の減少、正社員の求人内定率の改善（0.62→0.72）、賃金動向の改善 などが挙げられる。短所としては、再デフレ化の兆し（コアCPI上昇率は0.2％、コアコアCPIは0.1％の上昇にとどまる。消費税増税の影響を入れるとコアCPIは2.2％の上昇）、実質賃金の長期低迷、個人消費の長期低迷 などが挙げられる。なお、物価動向に関しては世界経済フォーラムが発表した2015年版の「世界競争力報告」において、「インフレ率」の評価が前年の62位から1位になった。
2015年2月25日、日本銀行の審議委員に原田泰の起用が決定し、参議院本会議で民主党の大久保勉は、「日銀の基本理念に反する。安倍首相のお友達人事ではないか」と批判した。
2015年6月26日、5月の実質消費支出が市場予想を上回る前年比4.8％増となり1年2ヶ月ぶりの増加となった。また有効求人倍率が23年2ヶ月ぶりとなる1.19倍に達した。
2015年7月31日、6月の実質消費支出が前年比2.0％減となった。自動車業界からは「消費税の影響から、なかなか抜け出せない」との声が聞かれ、花王の調査によると首都圏の既婚女性では消費増税の3ヶ月後あたりから負担感が強まったという。
2015年10月2日、8月の実質消費支出が前年比2.9％増となった。実収入は2.2％増の47万5369円と、5カ月連続で増加した。

##### ギリシャ問題
2015年6月29日、ギリシャがデフォルトに陥る可能性が高まり、外国為替市場では日本円が対ユーロレートで一時的に急騰、対ドルレートでも大幅高となり、東京株式市場では日経平均株価や東証株価指数が急落。財務相の麻生太郎は「過去にあまり例がないから、正直何が起きるか分からない」と経済への影響に懸念を示した。
2015年7月8日、中国本土市場で全体の4割に相当する約1200社が売買停止となり、上海株は一時8％超という大幅な下落となった。

##### TPPの大筋合意
2015年7月31日、環太平洋戦略的経済連携協定（TPP）交渉の閣僚会合は4日目の最終日の協議を開いたが知的財産のルールや乳製品の貿易などで対立し交渉内容の大筋合意を見送った。
2015年10月5日、交渉の閣僚会合で大筋合意に至る方向となり、世界の国内総生産（GDP）の約4割を占める巨大な経済圏が誕生することとなった。

#### NHK予算審議
放送法73条はNHKの収入について業務遂行以外の目的に支出してはならないとしているが、NHK会長の籾井勝人が私用のゴルフで使ったハイヤー代金をNHKが立て替えていたことが発覚し、NHKの経営委員会はコンプライアンス意識と再発防止策の徹底をNHKに求めた。籾井はあとで代金を自己負担したが、支払ったのは監査委員会が調査を始めた後であった。籾井は、「当初から自費で払うと伝えていたが、事情を知らない職員が伝票を出した。今後こういうことがないようにしたい」と述べ、民主党の総務・内閣部門会議にハイヤー乗車票の写しを提出した。乗車票はハイヤー使用後に秘書室の職員が作成し、サインも代筆していた。
NHK予算は政治的な立場を超えて全会一致で承認されるのがほぼ通例となっているが、衆議院予算委員会での2015年度NHK予算案採決は、与党側が賛成して承認されたものの、野党側は籾井の言動などを理由に民主党と社民党は採決を拒み、維新の党と共産党が反対したため、全会一致での承認が2年連続で崩れた。

#### 報道ステーション人事騒動とBPO改編問題
2015年3月27日、テレビ朝日のニュース番組「報道ステーション」の生放送で、元経済産業省官僚の古賀茂明がコメンテーターとしての最後の出演回で突然と「官邸のみなさんにはものすごいバッシングを受けてきました」などと発言し、これに対してキャスターの古舘伊知郎が「今のお話は私としては承服できません」などと激しく言い争う場面があった。これについてテレビ朝日広報部はお詫びを発表した。
2015年3月30日、官房長官の菅は午前の記者会見で古賀の発言について「まったくの事実無根だ」とし、「放送法という法律があるので、まずテレビ局がどう対応されるかを見守りたい」と述べた。
その後、自民党が衆院選前の2014年11月26日に「報道ステーション」がアベノミクスについて報じた内容について「公平中立」を求める文書を出していたが明らかとなり、自民党は「圧力ではない」と説明する一方、メディアの専門家からは個別番組への文書は異例で番組への介入と受け取られかねないとの指摘もある。
2015年4月13日、日本民間放送労働組合は、自民党が「報道ステーション」に対して「公平中立」を求める文書を出していた問題について「放送免許の許認可権限を背景にした政権政党が、個別の番組内容に注文をつけること自体『報道への介入』であり、政治的圧力以外の何物でもない」と抗議する委員長談話を発表した。
2015年4月15日、古賀茂明は週刊現代のインタビューの中で、古舘伊知郎との言い争いについて「古舘さんを批判するつもりは全くなかったのに、私をいきなり攻撃してきたので、こちらも本当のことを言わざるを得ませんでした」とし、古館は人事について聞かされていたが、わざと知らないふりをしたと自分に告白したと主張。2014年夏ごろから政権批判に後ろ向きになったとした上で「自分や古舘プロダクションの地位を守りたいと考えたのでしょうね。正直に謝ってくれただけまだマシかなと思って、もう私は諦めました」と語った。
一方、2014年5月14日に放送されたNHKの報道番組「クローズアップ現代」に出演した男性が「やらせがあった」と訴えている問題について、NHKの調査委員会は2015年4月9日に中間報告を公表した。
2015年4月17日、自民党情報通信戦略調査会はテレビ朝日とNHKの経営幹部を呼んで、それぞれ報道番組の内容について事情を聴取。情報通信戦略調査会会長の川崎二郎は会合後に記者団に対して、放送法違反があれば総務大臣は業務停止を命ずることができるとする放送法の規定に触れ、「あれは真実の放送ですかと会社に聞いているだけだ」と強調し聴取は問題ないとの認識を示した。自民党幹事長の谷垣禎一は調査会による聴取について「報道機関の自主性を十分尊重しなければならない。十分意識しながら対応している」と述べた。一方、公明党幹事長の井上義久は「介入と受け止められない慎重な対応が必要だ。自民党はきちんと説明責任を果たしたほうがいい」と懸念を示した。民主党代表の岡田克也は「報道の自由の尊重は必要だ」と指摘。維新の党政調会長の柿沢未途は「問い詰める場を設定すれば現場の萎縮をもたらす」と批判。共産党国対委員長の穀田恵二は「衆院選の期間中から続いている報道機関に対する圧力と取られかねない」と述べた。
同調査会は17日の会合で、NHKと日本民間放送連盟でつくる放送倫理・番組向上機構（BPO）について、政府側の人間や官僚OBを入れるなど政府が関与する仕組みの創設を含めて組織のあり方を検討する方針を固めた。川崎は、法律で担保された第三者機関が放送内容をチェックする欧州の仕組みを例に挙げ「テレビ局がお金を出し合う機関できちんとチェックできないなら、独立した機関の方がいい」と言及。 しかし、番組の内容などの問題点を検証するBPOを法律で規定することには自民党内にも慎重意見があるほか、BPOへの政府の関与には識者らの間で批判も出ている。テレビ朝日とNHKに関しては、BPOへの申し立ても検討されており、川崎は「（番組で批判された菅義偉）官房長官の立場で本当におやりになるか。私だったらやる」と語った。

#### 労働政策

##### 労働者申請による不当解雇の金銭解決制度の導入検討
政府の規制改革会議は、裁判で不当解雇と認められ働き手が職場に復帰する場合に、裁判やその後の交渉による解決は時間がかかると指摘し、実際企業側が職場復帰を拒んでお金を払い解決するケースも多いことから、企業がお金を払えば退職させることができる金銭解決の制度の導入を検討するよう提言した。不当解雇の金銭解決は、労働者からの申請に限って認め、企業からは認めない。規制改革会議は「企業の申し立てを認めると、すべて金で決着をつける事態になりかねない」と説明している。

##### 労働者派遣法改正案の審議
秘書など26の専門業務を除き最長3年とされている派遣社員受け入れ期間の上限をなくす労働者派遣法の改正案が審議されており国会会期が延長されたことで成立が確実な情勢となっている。

#### 放射能汚染水処理
2015年5月27日、福島第一原子力発電所敷地内タンクで保管してきたRO濃縮水（放射能汚染水）の処理が完了した。

#### 税制改革

##### 酒税法改正
2015年4月14日、自民党財務金融部会などの合同会議は行きすぎた値下げをした業者らに免許取り消しなどの処分もできる酒税法の改正案を了承した。

##### 所得税改革
2015年7月3日、政府税制調査会（政府税調）は所得税改革に向けた総点検に着手し、配偶者控除の見直しなどを検討し、2015年秋に中間とりまとめを行い、2016年夏までに答申することとなった。

#### 辺野古移設問題
2015年4月5日、沖縄県の米軍普天間飛行場（宜野湾市）の名護市辺野古への移設をめぐり、官房長官の菅は移設に反対する沖縄県知事の翁長雄志と会談。菅は翌日の記者会見で翁長から「粛々と進める」との表現が「上から目線」と批判されたことを受けて今後は使わないと明言し、移設作業については関係法令に基づいて適切に対応していくとした。
4月17日、安倍首相は翁長沖縄県知事と首相官邸で会談し、安倍首相は普天間飛行場の名護市辺野古移設が唯一の解決策と表明したのに対し、翁長氏は作業中止を求めた。

#### 原発再稼働問題
2015年4月14日、福井地裁は運転を停止している関西電力高浜原子力発電所3号機と4号機の再稼働の差し止めを関西電力に命じる仮処分を決定した。菅官房長官は同日午後の記者会見で、高浜原発の再稼働問題について原子力規制委員会が世界で最も厳しいと言われる新基準に適合するか十分に時間をかけて判断をしたものとし、「そこは粛々と進めていきたいという考え方だ」と述べた。なお、福井地裁の決定文の中で、原発で想定する地震の揺れに関する発言を引用された専門家が「曲解されたものが引用されている」と主張している。決定文に登場する識者である京都大名誉教授の入倉孝次郎は「全くの事実誤認。決定文にある発言は、新聞記事を元に原告が曲解して書いているものが引用されている。正しい理解のために正確に引用してもらえず非常に残念」と述べた。
2015年4月17日、関西電力は高浜原発3号機と4号機の再稼働を差し止めた仮処分決定を不服として、福井地裁に異議と決定の執行停止を申し立てた。7月23日、浪江町の町立請戸小学校の黒板に書かれた激励の文字が消され「原発再稼働×」などの書き込みが相次いでいることが分かった。

#### 選挙制度

##### 18歳選挙権を定める改正公職選挙法の成立
選挙権年齢を20歳以上から18歳以上に引き下げるなど18歳選挙権に関連した公職選挙法改正案が与野党6党共同で提出され、2015年6月4日の衆議院本会議で全会一致で可決され、参議院に送られた。その後、参議院でも全会一致で可決されて成立した。改正公職選挙法は6月19日に公布され、2016年6月19日に施行される。

##### 選挙区格差是正問題
参議院選挙区の一票の格差是正について、自民党は維新の党など野党4党と2つの選挙区を合区して合同選挙区を創設する等の10増10減案で合意する一方、民主党と公明党などは20の選挙区を10に合区する公職選挙法改正案を参議院に共同提出し、連立を組む与党間で対応が割れる異例の事態となった。

#### サミットの開催地決定
2015年6月5日、2016年に日本で開催される主要国首脳会議（サミット）の開催地を三重県志摩市に決定した。

#### 東京オリンピック・パラリンピック開催準備

##### 専任の五輪相の設置
2015年6月25日、2020年の東京オリンピック・パラリンピックに向けて政府の総合調整を担う五輪相に元文部科学副大臣の遠藤利明が就任した。

##### 新国立競技場の建設
2015年6月29日、文部科学大臣の下村博文から東京五輪のメイン会場となる新国立競技場について総工費2520億円で2019年5月末の完成を目指す計画見直し案が発表された（ただし、五輪後に先送りされる開閉式屋根の設置費用は未確定でこれには含まれていない）。五輪決定の約1年前である2012年7月、建築家の安藤忠雄をトップに据えた審査委員会が設けられ公募がスタートし、2012年11月にデザインは決定された。当初は1625億円の予定だったが、消費税増税の影響や資材・人件費の高騰などで金額が拡大した。2本の巨大なアーチ構造の部分が765億円とされた。アーチを含む屋根工区の建設に必要な鉄骨は約2万トン、アーチを埋設するために発生する残土は大型トラック12万～14万台分とされる。東京五輪・パラリンピック組織委員会長の森喜朗は、2013年10月25日のインタビューで「正直、あのデザインは好きではない」と設計者のザハ・ハディッドを批判しているが、サイゾーが運営するニュースサイト「LITERA」は2012年のザハの設計案の選定について当時権限をもっていた民主党政権（2012年の文部科学大臣は中川正春、平野博文、田中眞紀子の3名）はほとんど関係がなく、事実上の決定者は森だと主張した。
日本経済新聞によると、2014年12月に「相当やばいことになりそうだ」との連絡がJSCから文部科学省に入り、施工予定の竹中工務店や大成建設が2014年5月に発表した基本計画について「できるわけがない」と通告してきたことが判明。JSCは計画見直しを検討したが、その際に障害になったのがラグビーW杯とラグビーW杯招致に尽力した森で、「（キールアーチをやめれば五輪には間に合うとの指摘についても）森会長の思いを知らないから言えること。ラグビーを飛ばして、五輪のための競技場を造るという選択肢はない」といった観点から調整が進み、工期短縮と工費削減のための開閉式屋根の先送りに見直しがとどまったという。毎日新聞の「寝ても覚めても」は、ラグビー界がザハ・ハディドのデザインに固執したわけではなく、選手に巨額な建設費の責任はないと指摘した。2015年7月14日、森は産経新聞のインタビューに応じ、国立競技場の建て替えについて「（ラグビーW杯という）せっかくビッグイベントがくるんだから国立競技場の改築のいい機会だなとなった。」と経緯を説明し、ラグビーW杯には観客席に屋根が必要であり、サッカーW杯招致には8万人以上収容できる必要があり、陸上競技には可動式スタンドが必要だとなって規模が拡大していったとした。
新国立競技場は、日本サッカー協会が2023年の女子Ｗ杯誘致などを目指す上で収容人数などの基準を満たす必要があるため支持をしている。一方、長きに渡って日本サッカー協会のスポンサーである朝日新聞は、社説で新国立競技場に反対の論陣を張った。7月8日、日本サッカー協会名誉会長の小倉純二は、新国立競技場の設計について将来的に8万人の常設席とすることをJSCに求めた。海外ではハメス・ロドリゲスが新国立について「とても素晴らしいデザインで、とても大きい。違う世界のスタジアムみたいだ」と賞賛した。サッカー以外では、為末大が「この案を押し通せばスポーツ界が日本に負担をかけたと社会のお荷物にされる」と反対を表明。有森裕子は、都内のシンポジウムで、十数秒間絶句し涙を流した後に「オリンピックが、皆さんの負の要素のきっかけに思われるようなことは本望ではない。」と語った。
7月11日、問題が浮上して以来はじめて安藤忠雄がウェークアップ!ぷらすにおいてコメントを出し、計画の2520億円という金額に関して「何でこんなに増えてるのか、分からへんねん！」と語った。7月13日、民主党幹事長の枝野幸男は、「コンペは民主党政権のときだが、それに基づいて1000億円あまりの計画にゴーサインを出したのは安倍晋三内閣になってからだ」と安倍政権の対応を批判した。7月14日、JSC側が1週間前の有識者会議で示した総工費2520億円の中に72億円の整備費が含まれていなかったことが判明した（60億円で3万5千人収容のスタジアムが建設できるとされる）。同日、国会では民主党代表代行の蓮舫が「ラグビーワールドカップに間に合わせるのを諦めるべきだ」と文部科学相の下村を追及。自民党総務会からも看過できないとの声があがり始めた。国際パラリンピック委員会のクレーブン会長は競技場について「最も重要なのは選手と観客が利用しやすいこと」だとし、「（建設計画を）決めるのは日本」だと語った。
7月15日、政府は新国立の建設計画を変更する方針を固めた。谷垣禎一、稲田朋美、二階俊博ら党5役が文部科学省幹部を呼び説明を要求。総務会長の二階は「国民の尊い税金だ。看過するわけにはいかない」と語った。この問題のキーマンといわれている森は財源問題について1日に「それは僕たちの仕事じゃないんですよ。日本国政府のことじゃないですか」と述べ関知しないとの立場を表明しているが、首相の安倍が森の説得にあたることになった。7月16日、建築家の安藤忠雄が会見を行い、大幅な増額について「承知していない。さらなる説明が求められている」とし「コストについては、ザハ・ハディドと日本の設計チームによる次の設計段階で調整が可能なもの」と語った。7月17日、首相の安倍は新国立の建設計画について「白紙に戻し、ゼロベースで見直す」と表明した。また、ラグビーW杯については「残念ながら、間に合わせることはできず会場として使うことはできない」と述べ、新国立の使用を断念した。日本オリンピック委員会（JOC）会長の竹田恆和は「公約に沿った競技場が実現できることが理想だが、IOCのオリンピック改革に照らせば、費用がいくらかかってもいいわけではない。」と述べ、見直し表明を支持した。
7月18日、民主党代表の岡田克也は文部科学大臣である下村の辞任を要求した。ただ、「ラグビー・ワールドカップ及び東京オリンピック招致を視野に入れた競技場」の改築を決定したのは民主党政権時代で、2012年3月6日より国立競技場将来構想有識者会議も行っており、2012年7月から開催されたデザインコンペで示された積算根拠が不明な1300億円（2012年当時で約14.8億ドル）という数字が立候補ファイルに記載された。第2回と第3回の有識者会議あたりと並行して国立競技場の基本計画や都市計画が決まるが、民主党時代の3回分だけが未公開で会議資料もないといった経緯がある。zakzakは、民主党側にとって「ブーメラン」のように跳ね返ってくる問題だと指摘した。建設エコノミストの森山高至は、2012年7月にデザインコンペの審査委員長に就任した安藤忠雄と東京五輪組織委員会長の森が計画変更をOKしなかった責任が大きいと指摘した。
8月4日、参議院文教科学委員会で文部科学大臣の下村博文は計画の白紙撤回表明の約1か月前に「他の案で見直すべきだ」と首相に進言し、首相から「引き続き研究してほしい」と指示を受けたと述べた。
9月19日の2015年ラグビーワールドカップの初戦で日本が南アフリカから歴史的勝利をあげたことを受けて、東京都知事の舛添要一は「新国立競技場は間に合わないが、味の素スタジアムがある。（2019年の）日本大会では、東京でいい試合をしてほしい」と語り、決勝に合わせて渡英する意向を示した。

#### マイナンバー導入
政府は2015年10月から国民に番号の通知を始め、2016年1月から順次運用開始の予定としていたが、年金情報流出問題の発生により年金分野での番号の利用開始が遅れる可能性があるとされる。

#### 自民党勉強会

##### 「『分厚い保守政治』を目指す若手議員の会」の中止
2015年6月25日、自民党の若手議員の勉強会「過去を学び『分厚い保守政治』を目指す若手議員の会」は漫画家の小林よしのりを招いて5回目の会合を開く予定だったが急きょ中止となった。6月中旬に党幹部の1人がメンバーに対して「安全保障関連法案への審議に影響がある」として法案成立まで会合を開かないよう要請したという。小林は「会合中止は国会が空転しているから、と説明されただけだ。執行部への抵抗勢力になるのが怖くなり、負けたんだと思う。自民は全体主義になっている」と述べた。

##### 「文化芸術懇話会」の開催
同じく6月25日、自民党の若手議員の勉強会「文化芸術懇話会」の初会合が作家の百田尚樹を招いて党本部で開かれた。勉強会では出席議員から安保法案に関連して「マスコミをこらしめるには広告料収入をなくせばいい。文化人が経団連に働き掛けてほしい」等の声が上がった。自民党幹事長の谷垣禎一は「クールマインドでやっていただきたい」と自制を促した。地方創生担当相の石破茂は記者会見において「われわれは政権の側におり、権力を持っている。言論の弾圧と受け取られかねないようなことには、心していかなければならない」と述べた。また、沖縄・北方担当相の山口俊一は「自民党本部でやった会合。場所柄を考えていただきたい」と述べた。経済産業相の宮沢洋一は「報道の自由を脅かすようなことは適当ではない」と述べた。自民党中堅議員は「自分たちの言動が国民からどのような目で見られるか理解していない。安保法案の審議にマイナスだ」と指摘。公明党幹事長の井上義久は「スポンサーをどう選ぶかは企業の選択。政治が直接働き掛けることがあってはならない」と不快感を示した。公明党の幹部は「気に入らない報道を圧力でつぶそうとするのは情けない。言葉を尽くして理解を求めるのが基本だ」と苦言を述べた。
安倍首相は衆議院平和安全法制特別委員会で報道機関をめぐる発言について「事実とすれば大変遺憾だ」と述べるとともに「自民党は自由と民主主義を大切にする政党だ。報道の自由は民主主義の根幹だという中での議論だと思う」と述べた。同委員会理事会では自民党筆頭理事の江渡聡徳が「謝罪する」と述べ、委員長の浜田靖一が「しかるべき人に注意したい」と述べた。
野党側からは民主党代表の岡田克也が「首相はまるで他人事だ。もっと真剣に受け止めて、首相としての発信をするべきだ」と述べた。維新の党政調会長の今井雅人は「大変ゆゆしき問題で、こういうやからがいるという党は、言論統制する独裁政党と言わざるを得ない」と述べた。また、与党側からは沖縄県出身の衆議院議員である宮崎政久（自民党）が「沖縄県民の生命や暮らしを軽視し、到底看過できない」として「文化芸術懇話会」の代表で木原稔に対して文書で抗議した。
6月27日、自民党では幹部が協議し、「文化芸術懇話会」の代表で自民党青年局長を務める木原を同日付で1年間の役職停止処分とし、大西英男、長尾敬、井上貴博の3衆議院議員を厳重注意処分とした。自民党幹事長の谷垣禎一は記者会見で「与党政治家は自分の思ったこと、言いたいことを言い募ればいいという責任の浅いものではない」と述べた。
6月29日、日本新聞協会編集委員会は抗議声明を発表し、「憲法21条で保障された表現の自由をないがしろにした発言は、報道の自由を否定しかねず、到底看過できない」とし「民主主義の根幹である表現の自由、報道の自由を弾圧するかのような動きに断固反対するとともに、多様な言論で国民の知る権利に応えていく」とした。
6月29日、安倍首相は自民党幹事長の谷垣禎一と官邸で会談し、党内勉強会で報道機関に圧力をかける発言が出た問題に関し「表現の自由は民主主義の根幹だから配慮する姿勢を示さないといけない。沖縄の人の気持ちに反する発言もあり遺憾だ」と述べた。

### 外交

#### 地球儀俯瞰外交
首相の安倍は2012年12月の首相就任から2015年6月までで訪問国が55に達した。

#### 国連防災会議の開催
2015年3月に仙台市で国連防災会議を開催するが参加国でみると過去最大級の国際会議となる見通しである。

#### アメリカ上下両院での議会演説
日米両政府は2015年4月下旬からの首相訪米にあわせアメリカ連邦議会で演説を実施する方針となった。アメリカ連邦議会下院での演説は1961年の池田勇人首相以来54年ぶり、上下両院合同会議での演説は日本の首相としては初めてとなる。

#### 鳩山由紀夫クリミア訪問問題
元首相であり元民主党代表である鳩山由紀夫が、ロシアのクリミア併合に賛同する趣旨からクリミア半島を訪問。2015年3月11日、鳩山は現地で「民主的な住民投票を通じて、どう領土問題が解決されたか納得できた」と語った。官房長官の菅は、この件について「クリミア併合は断じて認めることができないとの政府の立場に著しく反する行動だ。」と厳しく批判。日本政府の制止を振り切っての渡航であったためパスポート返納の可能性があることについて、鳩山は「（旅券返納の）恐れがある場合、招待を受けることを否定しない。ベラベンツェフ氏に感謝したい」と述べ、クリミア移住の可能性も示唆した が、3月14日に帰国した。鳩山は、「対ロシア制裁に関する日本の政策の変更に向け、決意を固めている」とされる。

#### 戦後70年談話
2015年8月6日、「侵略」などを明記した首相の私的諮問機関「21世紀構想懇談会」の報告書が出された。この中では、「（韓国政府の対応について）韓国はゴールポスト動かす」と明記された。韓国との間には水産物の禁輸問題や従軍慰安婦書籍執筆者の在宅起訴問題、対馬の盗難仏像の返還問題など未解決の事案が増加している。
2015年8月14日、「安倍内閣総理大臣談話」が閣議決定され、官邸で談話を発表した。

### 安全保障

#### 安全保障をめぐる方針の転換

##### 自衛隊海外派遣に関する恒久法制定
2015年2月16日、衆議院本会議での首相答弁で自衛隊の海外派遣について具体的なニーズが発生してから立法措置を行うのではなく随時これを可能にする恒久法を制定する方針が明言された。

##### 他国軍への後方支援としての武器輸送・弾薬提供の解禁
2015年2月18日、自衛隊による他国軍への後方支援として従来の給水・給油・輸送・医療などに加え、従来認めていなかった武器・弾薬の補給を解禁する方針を固めた。
武器輸送はテロ対策特別措置法で禁じられ、イラク特措法では実施要領で禁止されていたが、安全保障関連法案に関する参院特別委員会で防衛大臣の中谷元・防衛相は重要影響事態法案と国際平和支援法案について「武器の輸送を除外する規定はない」と述べ、ロケット弾や戦車砲弾の提供も「排除している規定はない」と述べた。

##### 武器使用新基準の策定
2015年2月20日、国連平和維持活動以外の活動でも邦人救出や任務遂行の妨害を排除するために武器使用できるよう新基準を策定する方針が安全保障法制をめぐる与党協議において伝えられた。

##### 多国籍軍治安維持部隊への参加検討
政府は安全保障関連法案で、これまでの海外での紛争後の復興支援のほかに、多国籍軍治安維持部隊への参加も視野に、自衛隊が海外での紛争後の治安維持にあたることができるようにする方針を固めた。

##### 自衛隊の活動範囲の地理的制約についての従来の政府答弁の変更
2015年4月、新たに示された安全保障法制に関する統一見解で、周辺事態法の審議において当時首相を務めていた小渕恵三が示していた自衛隊活動の事実上の地理的制約に関する答弁を継承しないことを盛りこむこととなった。

##### 海外での武力行使についての従来の政府答弁の変更
2015年5月、民主党衆議院議員の長妻昭の質問主意書に対して、1991年及び1992年の国連平和維持活動協力法の審議において当時首相を務めていた宮澤喜一が示していた海外での武力行使は「許されない」との見解を変更し、5月19日の閣議において武力行使の新3要件を満たすものであれば他国領域での武力行使も許されないわけではないとする政府答弁書を決定した。

#### 防衛省設置法改正

##### 防衛装備庁設置
2015年6月10日の防衛省設置法改正案の成立により防衛装備庁が2015年10月にも発足することとなった。
防衛大臣が制服組トップに指示する際に、内局の官房長や局長が大臣を補佐するとし、実際は対等であるにもかかわらず、内局の背広組（文官）が制服組自衛官より優位を保つようにも捉えられる防衛省設置法12条を改正する方針を固めた。 2015年6月10日の防衛省設置法改正案の成立により文官優位ともとれる表現がなされていた防衛省設置法12条の規定が改正され、部隊運用を担った内局の運用企画局は廃止され、防衛装備庁に一本化された。

#### 安保関連法案
2015年5月に新しい安全保障関連法案が審議入りした。安全保障関連法案は自衛隊海外派遣に関する恒久法「国際平和支援法案」と10本の現行法改正案を束ねる「平和安全法制整備法案」からなり、この法案を審議するため衆議院に特別委員会（平和安全法制特別委員会）が設置された。

##### 各党の立場
自民党・公明党
2015年3月20日に、自民、公明両党は自衛隊の海外活動を広げる新たな安全保障法制の骨格で合意しており、安保法制協議会座長の高村正彦は「現段階でできることは一応の決着をみた」とした。5月14日に平和安全法制は正式に閣議決定された。しかし、6月4日の憲法審査会で憲法学者3人が法案を違憲と指摘し、これをきっかけに国会審議が停滞。安倍政権は戦後最長を1日上回る95日の会期延長を行った。幹事長の谷垣禎一は6月23日に「これだけ時間があるから大丈夫と気を緩めないようにやってほしい」と与党に要請したが、6月25日の自民党の私的勉強会である「文化芸術懇話会」で、講師の百田尚樹や自民党国会議員が報道機関に対する圧力ともとれる発言を行っていたこともあり、再度審議が停滞した。6月30日には「文化芸術懇話会」に参加していた大西英男が再度「誤った報道をするようなマスコミに対して広告は自粛すべきじゃないか」などと語っていたことが発覚。谷垣が同日に「国会はますます緊張した局面に入る」と引き締めをはかった矢先の出来事だった。7月1日、谷垣は公明党幹事長の井上義久に一連の問題を陳謝した上で、7月半ばに採決する方針を確認した。
民主党
代表の岡田克也は、党首討論で「集団的自衛権は要らない」と述べており、米国にミサイルが飛んでいくことは存立危機事態に当たらないとの立場から、米国を狙ったミサイルへの自衛隊の共同対処を否定した。また、参議院国会対策委員長である榛葉賀津也は、国会会期の延長に対しても「95日間も延長したら国会や党職員の夏季休暇が取れない」と反発した。幹事長の枝野幸男は6月21日の産経新聞の『単刀直言』中で「私こそ日本流保守の政治家だ。逆に安倍首相は保守の対極にあるとすら感じる」と述べ、敵基地攻撃能力を検討していることをアピールした。
7月7日、民主党は維新の党との対案の共同提出を見送った。維新の党側には国会に提出する独自案があるため、独自案の審議時間を確保したい意向だったが民主党が採決日程の提案を拒否。民主党は2014年11月に廃案になったものを再提出することにした。しかし、代表の岡田が「野党がまとまることが重要だとの視点で物事を考えた」と語り一日で方針転換。結局、維新の党との共同提出が決まった。 
維新の党
安保法制で独自案を策定しており、与党側が丸のみすることを要求している。最高顧問の橋下徹も「維新の案が通ったら大きいですよね」と成立に意欲を示した。安全保障調査会長の小野次郎は、与党との修正協議について「存立危機事態（の要件）など国民的議論になっている部分に触らないのであれば応じられない」と否定した。
7月2日に対案を決定し、元内閣法制局長官や憲法学者ら8人から「合憲」との確認を得たとした。これに伴い、橋下徹は与党の採決を拒否する検討に入り、その一方で民主党の対応を「税金泥棒」と批判した。7月8日に対案を国会に提出することになり、橋下は採決を与党が強行した場合に委員会採決を欠席するよう所属議員に指示した。

##### 衆議院憲法審査会での学識経験者の参考人招致
2015年6月4日、衆院憲法審査会で与党側推薦の憲法学者の長谷部恭男が「（安全保障関連法案について、）憲法違反。従来の政府見解の基本的論理で説明がつかないし、法的安定性を大きく揺るがす」と発言。長谷部は以前から安倍政権に国民の生命を預けるべきではないとの主張をしていた。与党側からは、人選ミスだとして党憲法改正推進本部長の船田元への厳しい批判があがった。自民党などは当初6月4日の衆院憲法審査会への出席を佐藤幸治に要請したが断られていた。
野党側推薦の笹田栄司、小林節も、憲法違反との意見を述べた（ただし小林に関しては、2006年と2013年に集団的自衛権を認めることに賛成していた事実が明らかになっている)。小林は仲間の国を助けるため海外に戦争に行くことは憲法9条に違反することになるとしたうえで憲法9条の改正を訴えた笹田は従来の憲法解釈はガラス細工でぎりぎりのところで保ってきていたものとの見解を述べた。
2015年6月15日、維新の党最高顧問である橋下徹は、自身のツィッターの中で憲法学者らの砂川事件を根拠とする違憲主張を否定した。また、労働者派遣法改正案の民主党の反対姿勢に対して維新の党から批判の声があがっていたこともあり、「民主党という政党は日本の国にとって良くない。」とも述べた。
同日、高知市で憲法審査会地方公聴会が開催され、一般公募され各会派の意見を踏まえて選ばれた6人が意見表明を行い、安保法案について5人が反対、1人が賛成の意見を表明した。地方公聴会で高知大学准教授（憲法学）の岡田健一郎は反対の立場から「集団的自衛権に関する解釈変更が許されるなら、『徴兵制は憲法違反ではない』と政府解釈を変更し、徴兵制を導入することも可能ではないか」と指摘。一方、高知県知事の尾﨑正直は賛成の立場から「諸外国との協調なくしてわが国の安全は守れない。現在の実情を踏まえた解釈変更は容認されるべきだ」と述べた。

##### 識者の見解
- 産経新聞は、元官房長官の仙谷由人が「憲法解釈は政治性を帯びざるを得ない。その時点で内閣が責任を持った憲法解釈を国民、国会に提示するのが最も妥当な道だ」と語り、内閣法制局長官の国会答弁を認めず法令解釈担当相まで置いたことを指摘し、民主党の政権時代との食い違いを批判した[179]。
- 元内閣法制局長官の阪田雅裕は「ほとんどの憲法学者は、現在の自衛隊が戦力に当たらないというのはおかしい、自衛隊は違憲だという立場だろう」と憲法学者の現状を指摘した[179]。

##### 衆議院での採決
2015年7月15日、衆議院平和安全法制特別委員会は安全保障関連法案を自民党と公明党の両党の賛成多数で可決した。翌16日午後の衆議院本会議で安全保障関連法案は自民・公明両党などの賛成多数により可決され衆議院を通過した。

##### 参議院での審議
2015年7月17日、自民・民主両党は安全保障関連法案の審議の場として参議院に特別委員会を設置することで合意した。
特別委員会では自民党衆議院議員の森雅子が徴兵制について質問したのに対し、安倍首相は「徴兵制の導入は全くあり得ない。今後も合憲になる余地は全くない。子どもたちが兵隊にとられる徴兵制が敷かれることは断じてない」とした。これに対して民主党幹部は「長年の憲法解釈を変更し、歴代内閣が使えないとしてきた集団的自衛権の行使を認めたのは首相で説得力がない」と指摘した。
7月26日、首相補佐官の礒崎陽輔が大分市での講演で「法的安定性は関係ない。わが国を守るために（集団的自衛権行使が）必要かどうかが基準だ」と述べた。これに対して自民党幹事長の谷垣禎一は翌日の記者会見で「字義通りの発言だとすると極めて配慮に欠けたことだ」と批判。安倍首相は参院特別委員会で「法的安定性を確保するのは当然だ。礒崎氏はそのことを踏まえ、しっかり職務に取り組まないといけない」と述べ、「疑念を持たれるような発言は慎まなければならない」と述べた。8月3日、参議院の特別委員会は礒崎補佐官を参考人招致し、委員長の鴻池祥肇がその発言を取り上げ「参院の審議をしている最中に、『９月中旬にこの法律案を上げたい』という発言については、いかがかと思うんです。もう一つ言いますと、われわれ参院は衆院の下部組織ではない。官邸の下請けやっているのではない。」と述べた。礒崎補佐官は「安保環境の変化も議論しなければならないと述べる際に『法的安定性は関係ない』との表現を使い、誤解を与えてしまった」と釈明し、「発言を取り消し、関係者に心よりおわび申し上げる」と陳謝した。民主党幹事長の枝野幸男は「行政のイロハのイを分かっていない補佐官を、いつまで使い続けるのか」と批判し更迭を要求した。ただし、枝野は菅内閣において民主党幹事長だった時代に「なぜ内閣法制局だけが霞が関の中で別格なんだろう」「もともと内閣法制局は広い意味での意見具申機関だから、長官が何を言っても、首相や官房長官が『あれは参考意見です』と言えばおしまい」などと行政のあり方に疑問を呈していた。
7月30日、衆議院議員の武藤貴也がツイッターで、国会前などで安全保障関連法案反対のデモ活動を行う学生団体について「彼ら彼女らの主張は『だって戦争に行きたくないじゃん』という自分中心、極端な利己的考えに基づく」と指摘し、これに対し民主党幹事長の枝野幸男は「民意を受け止めて、政治に反映させる代議士として見識を疑わざるを得ない」と非難した。なお、「利己的」とは砂川判決にある「国家的利己主義」のことを指していると武藤は説明している。武藤はfacebookにおいて「世界各国が平和を願って努力する現代において、日本だけがそれに関わらない利己的態度をとり続けることは国家の責任放棄だ」と述べた。この件について、8月4日、官房長官の菅義偉は「政府としてコメントしない」と述べ、安倍首相は「幹事長に任せている」としたが、自民のベテラン議員は「戦争法案と認めるようなもので、議員辞職ものだ」と批判した。また、自民党幹事長の谷垣禎一は「自民党を支える人々の中にも『戦争はこりごりだ』という感覚があることを謙虚に学ぶ必要がある」と苦言を呈した。

##### セクハラ騒動
2015年9月16日夜に予定されていた総括質疑において、社民党参院議員の福島瑞穂や民主党衆院議員の辻元清美、小宮山泰子らが「怒れる女性議員の会」と書かれたピンクのはちまきを頭に締め、近寄ろうとした自民党の男性議員に「触るな！セクハラだ！」と叫び、「また野党の支持率落ちる」「女を利用してるんはどっちや」と批判の声があがった。また、17日夜の参院平和安全法制特別委員会での安全保障関連法案の採決の際、大沼保昭の娘として知られる自民党参院議員の大沼瑞穂に対して民主党参院議員の津田弥太郎が羽交い絞めを仕掛け、大沼は「想像を絶する暴力的セクハラ行為に非常にショックを受けている。」と語った。
この件について津田は自身の関与を認めておらず、朝日新聞も実名報道を抑制した。2015年9月20日の日曜討論において民主党政調会長代理の辻元清美は「しっかりと調査して対応していきたい」と応じた上で「民主党の議員も足を引っ張られた」と指摘。自民党幹事長の谷垣禎一は、国会内で記者団に対して参院で調査するべきだとの考えを示した。
9月23日、大沼はフジテレビのインタビューに応じ、当時の状況について「あまり思い出したくない」と語った。暴行から1週間たった24日になって、津田は民主党参院国対委員長の榛葉賀津也に伴われて大沼に「けがをしたのは遺憾だ」と謝罪。自民党の佐藤正久と民主党の安井美沙子の間で16日に起きたとみられる暴行とセットで与野党間の解決をした形だが、大沼は津田が個人で謝罪に来ないことに不満を示した。
なお、上記の9月16日の総括質疑の際に「自民党の石井浩郎（参院議員）がセクハラした！」とのデマを拡散していたのも津田だったとの証言があり、「度が過ぎた行為ではなかったか。」との週刊ポストの問いに対して津田は「失礼だよ！　君は！」と回答を拒否した。

### 地方自治

#### 第18回統一地方選挙
2015年4月12日、第18回統一地方選挙の前半戦となる10知事選挙・41道府県議選挙の投票があり、自民党は党本部や地方組織が推薦した10知事選で全勝、41道府県議選（総定数2284）で1153議席（追加公認は含まない）を獲得して24年ぶりに総定数の半数以上となった。ただ、知事選、道府県議選ともに統一地方選挙の平均投票率としては過去最低を記録した。

#### 大阪都構想住民投票
2012年に成立した大都市地域特別区設置法に基づき、2015年3月に大阪府と大阪市の両議会で2017年4月に特別区に移行する内容の大阪都構想案（特別区設置協定書）が承認され、2015年4月27日にその是非を問う住民投票が告示された。
大阪都構想への対応を巡っては、関西で維新と激しい選挙戦を行う自民党大阪府連が反対し、自民党本部もこれに追随する一方、憲法改正の実現などで維新の党の協力を得たい官邸側との間の思惑の違いがみられた。
官房長官の菅義偉は5月11日の記者会見で「二重行政を解消するのは当然」と指摘し、自民党大阪府連が街頭演説会を共産党などと行ったことについて「個人的には全く理解できない」と述べた。一方、自民党幹事長の谷垣禎一は会見で「同志が必死の戦いをしている。大きなシンパシーを持っている」と擁護した。5月12日の自民党総務会では、自民党大阪府連会長で衆議院議員の竹本直一が「党本部と府連の一体感を見せてほしい」とし、自民党京都府連会長で参議院議員の西田昌司が「党三役が大阪入りし、反対表明してもらいたい」と述べた。菅長官は5月12日の記者会見で都構想に協力的な立場を改めて示し「改革に向けて大なたを振るう必要がある」と述べた。
2015年5月17日、大阪市で大阪都構想の是非を問う住民投票（大阪市における特別区の設置についての投票）が実施され1万741票差で反対多数となり、大阪都構想は廃案、大阪市は政令指定都市として引き続き存続することになった。
自民党は、1962年以来、参議院の大阪選挙区に1人を擁立してきたが、大阪都構想での住民投票の結果を受け、2016年夏の参議院議員選挙の大阪選挙区（改選定数4）に2人の公認候補を擁立する方向で調整に入った。

### 政治資金問題

#### 補助金交付企業
2015年2月23日、西川農相が自身の関連政治団体をめぐり、林野庁から補助金を受けることが決まっていた企業から300万円の寄付を、また、農林水産省から補助金受給が決定していた砂糖業界の関連会社から100万円の寄付をそれぞれ受けていたことを野党から追及され引責辞任した。その後、2013年に国の補助金を受けることが決まっていた物流会社から、望月環境相と上川法相がそれぞれ代表を務める政党支部が、それぞれ140万円と60万円の寄付を受けていたことが明らかとなった。民主党側からは玉木雄一郎が香川県内の支援者の男性がいずれも社長を務める8社から、政治資金パーティー券代として計280万円を受け取っていたことが分かり、岩井奉信は「規正法上は違法性はないが、こうした形を許せば分散献金がいくらでもできる。」と指摘している。補助金を受けた企業からの政治献金の受け取りは首相の安倍による電通などからの受け取りをはじめ与野党議員に広く存在しており、公表されている事業はごく一部であることから寄付を受けていた政治家は多数にのぼるとみられている。

#### 任意団体
下村文科相の支援者が設立した任意団体「博友会」について、政治資金規正法の届出が必要な政治団体ではないかと野党から追及を受け、下村文科相は国会答弁で講演料や車代は一切頂いていないとしている一方、博友会元会員が講演料や車代について述べるなど主張が食い違っている。

#### 政治資金規正法に関する議論
自民党と公明党の両党は政治資金規正法の問題点などについて対策を検討することで一致したが、自民党内では罰則強化といった法改正ではなく運用改善で対応すべきとする声が強い。